# 石田英助
石田 英助（いしだ えいすけ、1914年8月30日 - 2010年12月5日）は、日本の漫画家、イラストレーター。男性。東京都板橋区出身。ABO式血液型はA型。熊岡美彦画塾卒業。1932年にデビュー。出版美術家連盟理事。
1957年、『おやまのかばちゃん』と『こぞうのぼんちゃん』の2作品が第2回小学館漫画賞を受賞。

## 作品リスト

### 連載
- 滑稽物語 きっちょむさん（作：小出正吾、『少年クラブ』1949年3月号[2] - 1949年9月号[3]）
  - きっちょむさんの話（作：小出正吾、『少年クラブ』1949年11月号[4]）
- 滑稽講談 とんちき長屋（作：加能越郎、太田千鳥、『少年クラブ』1954年5月号[5] - 1954年9月号[6]） - 作画担当、以降の連載は北池福郎が作画を担当[7]
- 助ちゃん格ちゃん漫遊記（作：宮崎博史、『少年クラブ』1955年1月号[8] - 1955年10月号[9]）
- おやまのかばちゃん（『幼稚園』[1]）
- こぞうのぼんちゃん（『小学一年生』[1]）
- ぴっきいちゃん（『めばえ』） - 当初のタイトルは『ぴっきい』で作：上崎三恵子[10]

### 読み切り
- 漫画 おもしろブック（作：岡田まさ路、『少年クラブ』1949年3月号[2]）
- 傑作絵物語 桃栗五十三次（作：サトウ・ハチロー、『少年クラブ』1949年増刊[11]）
- とんちばなし 眼鏡屋の小僧（作：淸水京月、『少年クラブ』1950年3月号[12]）
- 頓知物語 子ども奉行（作：白楽斎京月、『少年クラブ』1950年8月号[13]）
- ぼくの日曜日（新学期の計画）（作：小山玄夫、『少年クラブ』1951年4月号[14]）
- きんたろうちゃん（『めばえ』1961年1月号[15]）
- しんでれらひめ（作：川西千保子、『めばえ』1961年2月号[16]）
- うさぎとかめ（作：北越未知男、『めばえ』1961年3月号[17]）
- おかしのいえ（作：川西千保子、『めばえ』1961年5月号[18]）
- きつねとつる（作：北越未知男、『めばえ』1961年7月号[19]）
- 日本名作ももたろうさん（作：北越未知男、『めばえ』1962年1月号[20]）
- ぐっどばい（作：上崎三恵子、『めばえ』1962年5月号[21]）
- でんしゃごっこ（作：上崎三恵子、『めばえ』1962年6月号[22]）
- うらしまたろう（『めばえ』1962年7月号[23]）
- いんであんが じゅうにん（『めばえ』1962年10月号[24]）
- さんびきのくま（『めばえ』1962年11月号[25]）
- おひめさまとことり（作：上崎三恵子、『めばえ』1962年12月号[26]）
- おやゆびひめ（『めばえ』1963年1月号[27]）
- はなさかじいさん（『めばえ』1963年3月号[28]）
- おやつ（『めばえ』1963年5月号[29]）

### イラスト・挿絵
- 一目でわかる支那事変と日ソ関係絵地図 江南地方時局詳細図 上海・南京附近（文字：海老原敏吾、『婦人倶楽部』1937年第18巻第13号付録[30]、講談社） - 絵と図[30]
- びっくりのくに（著：倉金章介、1952年初版発行[31]、講談社の一年生文庫、講談社） - 絵[31]
- たん子たん吉珍道中（著：宮崎博史、1954年初版発行[32]、東京文芸社） - 絵[32]
  - たん子たん吉珍道中 続（著：宮崎博史、1954年初版発行[33]、東京文芸社） - 絵[33]
- 少女三銃士（著：由利聖子、1956年1月初版発行[34]、ユーモア文庫、偕成社） - カバーイラスト[34]
- グリム絵話（原作：グリム、1957年初版発行[35]、ひかりのくに教育絵本、ひかりのくに昭和出版） - イラスト[36]
- 日本おとぎばなし（著：西山敏夫、1959年初版発行[37]、なかよし絵文庫、偕成社） - 絵[37]
- ピーター・パン物語（原作：バリー、編著：渋沢青花、1956年初版発行[38]、児童名作全集44、偕成社） - 絵[38]
- せかいのいじん りっぱな人のお話集（著：水上不二ほか、1960年初版発行[39]、小学生学年別文庫、小学館、全6巻[注釈 1]） - 絵[39]

### その他
- 漫画ニコニコ大会（『少年クラブ』1950年2月号[40]） - 毎号異なる漫画家の特集、1950年2月号では石田の特集
- 目次イラスト（『少年クラブ』1951年11月号[41]）

## 単著
- そろり珍左衛門（1949年初版発行[42]、鶴書房） - 単行本
  - 「そろり珍左衛門」シリーズ、「秀吉公と珍左衞門」シリーズ、「珍左衞門の大活躍」シリーズ収録[42]。
- こぶたのとんちゃん（1955年初版発行[43]、小学館） - 絵本